# Субъективизм
Субъективизм — введённое Декартом понятие, означающее поворот к субъекту, то есть взгляд на сознание как на первично данное, в то время как всё другое является формой, содержанием или результатом творчества сознания.
Идеализм Беркли является самой крайней формой такого субъективизма.
Кантианство может рассматриваться как умеренный субъективизм того же сорта.
Многие разновидности неопозитивизма также склоняются отчасти к такому субъективизму.
В собственном смысле слова субъективизм — учение об исключительной субъективности интеллектуальной истины, а также моральных и эстетических ценностей, отрицание абсолютной значимости их (см. Homo-mensura — положение). Субъективизм — это точка зрения, которая учитывает только одного человека. В крайних случаях такой субъективизм в теории познания приводит к солипсизму, а в этике — к эгоизму. Субъективистами в теории были, в частности, софисты и киренаики, в этике — гедонисты, а в Новое время — особенно Штирнер.

## Этический субъективизм
Этический субъективизм — это метаэтическая концепция, согласно которой этические утверждения порождены установками и/или конвенциями отдельных людей или, иначе говоря, любое этическое утверждение подразумевает лишь чью-то позицию. Таким образом, это форма морального релятивизма, в которой истинность моральных утверждений связана с взаимоотношениями индивидов. Рассмотрим этот случай следующим образом: для человека, воображающего, каково это — быть котом, ловить и есть мышей, — это совершенно естественно и морально обоснованно. Для человека, воображающего себя мышью, быть преследуемым кошками, — это морально отвратительно. Хотя это и вольная метафора, она служит иллюстрацией того, что каждый отдельный субъект имеет свое собственное понимание добра и зла.
Этический субъективист полагает, что для утверждения чего-либо как морально правильного требуется лишь одобрение данного субъекта. Одно из следствий такого убеждения заключается в том, что, в отличие от морального скептика или нон-когнитивиста, субъективист считает, что этические утверждения, несмотря на свою субъективность, могут быть истинным или ложным в зависимости от положения или взгляда субъекта.